# Goniurellia
Goniurellia is een geslacht van insecten uit de familie van de Boorvliegen (Tephritidae), die tot de orde tweevleugeligen (Diptera) behoort.

## Soorten
- G. longicauda Freidberg, 1980
- G. persignata Freidberg, 1980